# Upukerora (Lac Te Anau)
La rivière Upukerora est un cours d'eau du district de Southland, dans la région du Southland dans l'Île du Sud en Nouvelle-Zélande et a son embouchure dans le lac Te Anau au nord-est de la ville de Te Anau. C'est donc un affluent du fleuve le Waiau.